# Гигантски варан
Гигантски варан, още голям варан или перенти (Varanus giganteus), е вид животно от семейство варанови (Varanidae). Той е най-големият австралийски гущер и четвъртият по големина жив гущер на земята, след комодския варан, водния варан и крокодиловия варан.
Среща се на запад от Голямата вододелна планина в сухите райони на Австралия. Според Международния съюз за опазване на природата видът се счита за незастрашен от изчезване.

## Разпространение и местообитание
Гигантският варан е разпространен в сухите пустинни райони на Северната територия, Куинсланд, Западна и Южна Австралия. Местообитанията му се състоят от скалисти издатини и клисури с твърда почва и насипни камъни. Среща се рядко поради своята срамежливост и отдалечеността на голяма част от ареала му от човешкото обитаване.

## Описание

### Физически характеристики
Този гущер може да нарасне до 2,5 метра на дължина, но типичната дължина е около 1,7 до 2 метра. Въпреки че средното му тегло е около 15 кг, много от екземплярите могат да достигат тегло над 20 кг.

### Поведение
Обикновено тези варани избягват човешки контакти и често се оттеглят, преди да бъдат видяни. В състояние са да изкопаят дупка за подслон само за няколко минути. Техните дълги нокти им позволяват лесно да се катерят по дърветата. Често стоят на задните си крака и опашки, за да получат по-добър изглед на околния терен. Те са бързи спринтьори и могат да бягат, използвайки или четирите, или само задните два крака.
Типично за повечето варани, при заплаха, или замръзва на място (лежи на земята и остава неподвижно, докато опасността отмине), или започва да бяга (ако терена позволява). Ако бъде притиснат в ъгъла, този мощен хищник застава на мястото си и използва арсенала си от нокти, зъби и подобна на камшик опашка, за да се защити. Той може да издуе гърлото си и да съска, да нанася удари по опонентите с мускулестата си опашка, както и да се хвърли напред с отворена уста с цел атака или сплашване. Ухапването му може да причини много поражения, не само от зъбите, но и поради устните секрети.

### Отрова
В края на 2005 г. изследователите от Университета в Мелбърн откриха, че всички гигантски варани могат да бъдат донякъде отровни. Преди се смяташе, че ухапванията, причинени от варани, са склонни към инфекция поради бактерии в устата им, но изследователите показаха, че непосредствените ефекти се причиняват от леко отравяне.

### Хранене
Гигантските варани са силно активни хищници, които се хранят предимно с влечуги, дребни бозайници и по-рядко птици, като диамантени гълъби. Те ловуват жива плячка, но също така и мърша.
Влечуговата плячка включва предимно гущери, по-рядко змии, както и по-малки представители от техния вид. Крайбрежните и островните индивиди често ядат голям брой яйца от морски костенурки. Плячката от бозайници включва прилепи, млади кенгурута и гризачи.
Понякога са били забелязвани да търсят храна в плитки води. Въпреки че възрастните се хранят предимно с гръбначни животни, по-младите видове се хранят предимно с членестоноги, особено скакалци.
Обикновено плячката се поглъща цяла, но ако хранителният продукт е твърде голям от него се откъсват парчета за да се улесни консумацията.

### Размножаване
Този вид варани може да снасят яйцата си в термитни хълмове или в почвата.

## Галерия
- Перенти в зоопарка в Пърт, Австралия
- Глава на пернати в дивата природа
- Перенти в Червения център на Австралия
- Двойка от вида перенти в зоопарка в Пърт
- Гигантски варан в Австралийския зоопарк